# Synaptonecta issa
Synaptonecta issa är en insektsart som först beskrevs av William Lucas Distant 1910.  Synaptonecta issa ingår i släktet Synaptonecta och familjen buksimmare. Inga underarter finns listade i Catalogue of Life.